# بيتر كورنيليوس فون
بيتر كورنيليوس فون (بالألمانية: Peter von Cornelius)‏ (و. 1783 – 1867 م) هو رسام، ورسام توضيحي، وأستاذ جامعي من ألمانيا. ولد في دوسلدورف.
توفي في برلين.

## أعمال بارزة
من أهم أعماله:
- Joseph Reveals Himself to His Brothers.

## جوائز
حصل على جوائز منها:
- وسام الاستحقاق للفنون والعلوم
- Pour le Mérite.

## روابط خارجية
- بيتر كورنيليوس فون على موقع الموسوعة البريطانية (الإنجليزية)